# Billel Naïli
Billel Naïli (El Harrach, 15 juni 1986) is een Algerijns voetballer die momenteel uitkomt voor CR Belouizdad in zijn thuisland. 
Hij werd opgeleid in zijn thuisstad bij het lokale USM El Harrach, speelde daarna bij JS Kabylie en belandde uiteindelijk bij zijn huidige club CR Belouizdad. Naïli speelt als middenvelder.

## Spelerscarrière
| Seizoen   | Club           | Land     | Competitie                    | Wed. | Goals |
| --------- | -------------- | -------- | ----------------------------- | ---- | ----- |
| 2006-2010 | USM El Harrach | Algerije | Algerian Championnat National | NB   | NB    |
| 2010-2011 | JS Kabylie     | Algerije | Algerian Championnat National | 22   | 0     |
| 2011-...  | CR Belouizdad  | Algerije | Algerian Championnat National | 0    | 0     |
|           |                |          | Totaal                        | 22   | 0     |

## Palmares
- Beker van Algerije: 1

2011
1 Ousserir ·
2 Abdat ·
4 Mameri ·
5 Mebarki ·
6 Mekehout ·  
7 Bousehaba ·
9 Slimani ·
11 Aït Ouamar ·
12 Kherbache ·
13 Anane ·
14 Naïli ·
16 Dahmane ·
17 El Amine Aouad ·
18 Rebih ·
19 Bourakba ·
20 Aksas ·
21 Hérida ·
22 Mohammed ·
24 Boukedjane ·
26 Maâziz · 
27 Benabderahmane ·
28 Ammour ·
29 Boukria ·
30 Khellaf ·
Coach: Solinas